# Maxim Debusschere
Maxim Debusschere (Roeselare, 10 juni 1986) is een Belgisch voormalig wielrenner en veldrijder. 

## Carrière
Van 2007 tot 2008 reed hij voor het continentale Sunweb-Pro Job. Als renner van deze ploeg was hij in 2007 reserve bij de beloften voor het WK van 2007. Medio 2008 ruilde hij deze ploeg in voor 'Eijssen Overpelt'. Als renner van deze ploeg boekte hij de overwinning in de wegwedstrijd Ster van Zuid-West-Vlaanderen. Ook maakte hij zijn afscheid van het veldrijden hierbij bekend. Vervolgens liep hij in 2009 een halfjaar stage bij de Russische ProTour ploeg Team Katjoesja.
In 2010 ging hij rijden voor de Belgische continentale ploeg An Post-M.Donnelly-Grant Thornton-Sean Kelly Team. Hij bleef er twee jaar actief. In maart 2011 behaalde hij een zege te Torhout. In november 2011, wederom als elite renner zonder contract, nam hij na vier jaar afwezigheid in het veldrijden deel aan de de B-veldrit te Alsemberg. Hij eindigde er dertiende. In deze periode reed hij in het shirt van 'Style & Concept'.

## Privéleven
Debusschere is afkomstig uit Dadizele. Hij is de oudere broer van Jens Debusschere en de jongere broer van Kevin Debusschere.

## Ploegen
- 2007 –  Sunweb-Pro Job
- 2008 –  Sunweb-Pro Job
- 2009 –  Team Katjoesja (stagiair)
- 2010 –  An Post-M.Donnelly-Grant Thornton-Sean Kelly Team
- 2011 –  An Post-M.Donnelly-Grant Thornton-Sean Kelly Team

de Caluwe · Debusschere · Geluykens · Page · Schoonacker · Van Compernolle · Van Dael · Vannoppen · Vanthourenhout · Verstraeten · Willemsens
Debusschere · Eeckhout · Geluykens · Kloucek · Page · Schoonacker · Van Compernolle · Van Dael · Van Der Linden · Vanthourenhout · Vantornout · Verstraeten
Bodrogi · 
Botsjarov ·
Broett · 
Colom · 
Dehaes (tot 30/06) ·
Galimzjanov ·
Horrach · 
Ignatjev · 
Ivanov ·
Jeskov ·
Karpets · 
Klimov · 
Markov · 
Mazzanti · 
McEwen · 
Michajlov ·  
Napolitano · 
Petrov · 
Pfannberger · 
Pozzato · 
Rovny · 
Serov · 
Steegmans (tot 31/07) · 
Swift · 
Troesov · 
Vandenbergh · 
Vantomme ·
Debusschere (stagiair) ·
Ovetsjkin (stagiair) 
Borry · Brammeier · Brems · M.Cassidy · De Schrooder · Debusschere · Eeckhout · Ghyllebert · Hossay · Lisabeth · McLaughlin · McConvey · McNally · Minne · O'Brien · O'Loughlin · Scholtés · Suray · Halpin (stagiair) · Lavery (stagiair)
Bagdonas · Bennett · Brems · M.Cassidy · Claeys · Debusschere · Džervus · Eeckhout · Fenn · Ghyllebert · Heytens · Hollanders · Lavery · McLaughlin · McConvey · McNally · Terweduwe